# دبورا کار
دبورا کار (به انگلیسی: Deborah Kerr) (زاده ۳۰ سپتامبر ۱۹۲۱ – درگذشته ۱۶ اکتبر ۲۰۰۷) بازیگر اسکاتلندی بود.

## زندگی‌نامه
دبورا، که تنها دختر یک مهندس عمران و آرشیتکت بوده‌است در گلاسکو اسکاتلند زاده شد و در ۱۴ سالگی پدرش را از دست داد.
او از ۵ سالگی به انگلستان نقل مکان کرد و یک بالرین شد. بعدها به صنعت نمایش روی آورد و نقش‌های کوچکی ایفا کرد و بعد از آن هم در رادیو برای بچه‌های انگلیسی، قصه می‌گفت. اما با نقشی که در تئاتر اقتباسی از جورج برنارد شاو ایفا کرد مورد توجه منتقدین قرار گرفت.

## دوران حرفه‌ای
او در سال ۱۹۴۷ به هالیوود رفت و در ۱۹۵۳ با بازی در فیلم «از اینجا تا ابدیت» در نقش همسر یک سروان که با یک افسر دیگر با بازی برت لنکستر آشنا می‌شود، خود را به عنوان یک ستاره هالیوودی مطرح کرد. او در فیلم پادشاه و من نقش زنی را بازی کرد که همراه پسرش به شرق دور می‌رود تا تدریس بچه‌های بی‌شمار سلطان سیام با بازی یول براینر را به عهده بگیرد. از دیگر فیلمهای مطرح کر، می‌توان به «ماجرای به‌یادماندنی» (۱۹۵۷، لیو مک‌کری) با بازی کری گرانت، «شب ایگوانا» (۱۹۶۴، جان هیوستن) با حضور ریچارد برتن و سازش (فیلم ۱۹۶۹)، الیا کازان با نقش‌آفرینی کرک داگلاس را نام برد.

## جوایز

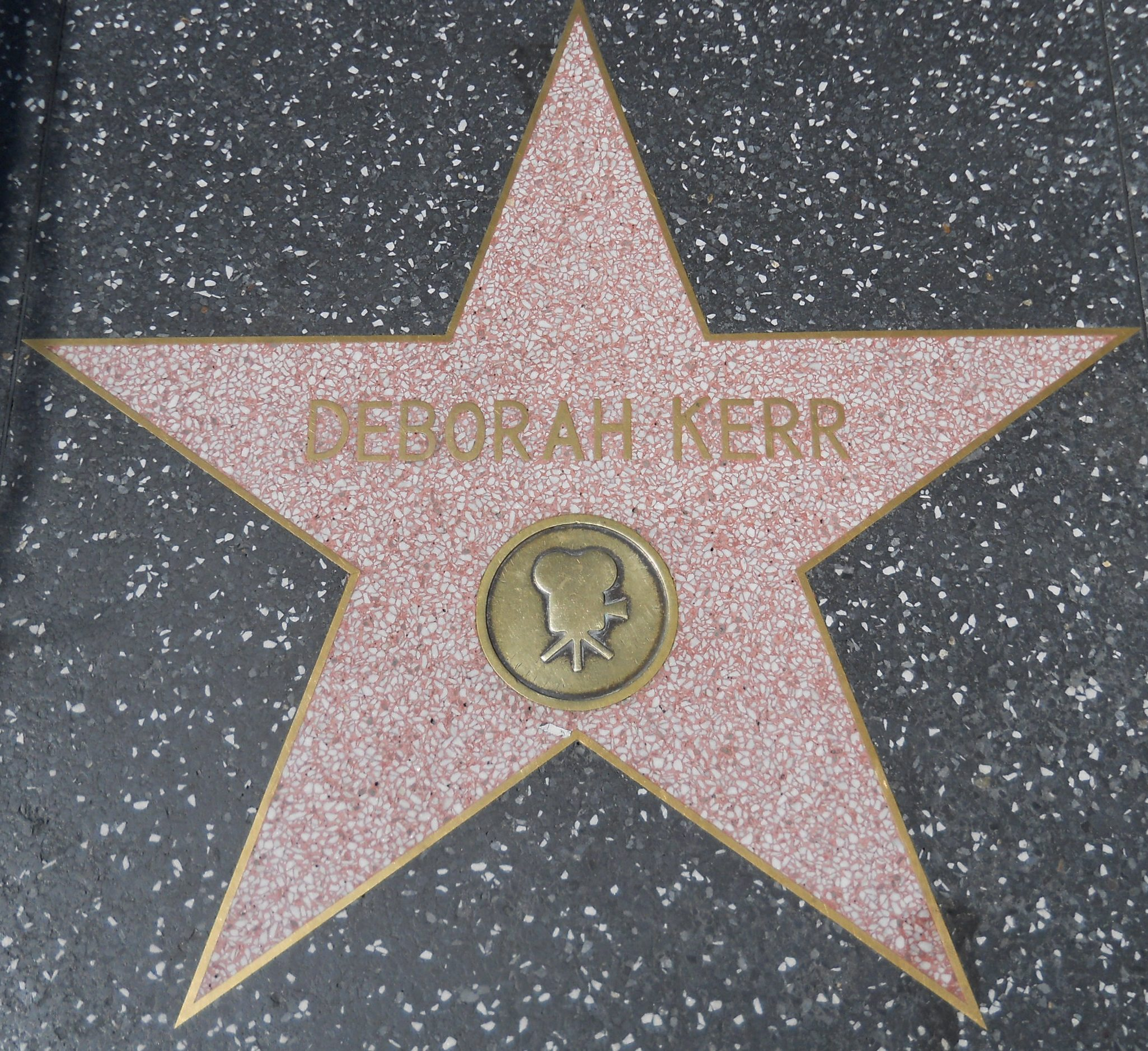
نام دبورا کار بر پیاده‌روی شهرت هالیوود

او شش بار نامزد دریافت جایزه اسکار بهترین بازیگر نقش اول زن برای فیلم‌های «ادوارد، پسر من» (۱۹۴۹)، «از اینجا تا ابدیت» (۱۹۵۳)، «پادشاه و من» (۱۹۵۶)، «خدا می‌داند آقای آلیسون» (۱۹۵۷)، «میزهای تک‌نفره» (۱۹۵۸) و «ولگردها» (۱۹۶۰) شد اما به هیچ‌کدام دست نیافت تا این‌که در سال ۱۹۹۳ یک اسکار افتخاری به خاطر دوران حرفه‌ای شاخص‌اش به عنوان «هنرمند زیبایی و شکوه بدون نقص، ستاره از جان گذشته‌ای که دوران بازیگری‌اش در فیلم‌ها همیشه به خاطر کمال، نظم و وقارش پا برجاست.» به او اهدا شد.
- کاندیدای گلدن گلوب بهترین بازیگر نقش اول زن برای فیلم ادوارد، پسرم - ۱۹۴۹

## فیلم‌شناسی
از فیلم‌ها یا برنامه‌های تلویزیونی که وی در آن نقش داشته‌است می‌توان به آثار زیر اشاره کرد.
- نرگس سیاه (۱۹۴۷)
- ادوارد، پسر من (۱۹۴۹)
- معادن شاه سلیمان (۱۹۵۰)
- کجا می‌روی (۱۹۵۱)
- زندانی زندا (۱۹۵۲)
- از اینجا تا ابدیت (۱۹۵۳)
- بس جوان (۱۹۵۳)
- ژولیوس سزار (۱۹۵۳)
- پادشاه و من (۱۹۵۶)
- چای و محبت (۱۹۵۶)
- خدا می‌داند آقای آلیسون (۱۹۵۷)
- سلام بر غم (۱۹۵۸)
- میزهای تک‌نفره (۱۹۵۸)
- سفر (۱۹۵۹)
- چمن همسایه سبزتر است (۱۹۶۰)
- کوچ‌نشین‌ها (۱۹۶۰)
- بی‌گناهان (۱۹۶۱)
- تیغ برهنه (۱۹۶۱)
- باغ گچی (۱۹۶۴)
- شب ایگوانا (۱۹۶۴)
- چشم شیطان (۱۹۶۶)
- کازینو رویال (۱۹۶۷)
- سازش (۱۹۶۹)

## درگذشت
کر در 86 سالگی در 16 اکتبر 2007 در بوتسدیل، روستایی در شهرستان سافولک، انگلستان، بر اثر عوارض بیماری پارکینسون درگذشت.